# الحرب الباردة الثانية

خريطة توضح القوى العظمى الثلاث في حرب باردة ثانية افتراضية: الولايات المتحدة، وروسيا، والصين.

الحرب الباردة الثانية وتُعرف أيضًا بالحرب الباردة الجديدة تشير إلى الحالة التي تجدد فيها التوتر السياسي والعسكري بين كتل السلطات المتعارضة سياسيًا والتي تقودها روسيا والصين من جانب والولايات المتحدة والحلف الأطلسي من جانب. يشبه هذا التوتر إلى حد كبير ما حدث في الحرب الباردة والتي شهدت مواجهة بين الكتل الغربية ممثلة بالولايات المتحدة والكتل الشرقية ممثلة بالاتحاد السوفييتي.
اختلفت الآراء حول بداية وطبيعة الحرب الباردة الثانية، فمثلا يرى المحلل السياسي الأمريكي روبرت ليفجولد يقول أن هذه الحرب بدأت خلال أزمة أوكرانيا عام 2013. لكن وفي المقابل يرى عالم السياسة الأمريكي الآخر أندرو كوشينس أن هذه الحرب قد بدأت فعليا منذ عام 2016 ويرى آخرون أن هذا المصطلح «غير ملائم لوصف الصراع الحالي» على الرغم من أنه قد يكون أكثر خطورة من الحرب الباردة الأصلية. يعتقد فيليب هوارد أستاذ علوم الحاسوب في جامعة أوكسفورد أن هذه الحرب قد بدأت اعتبارا من عام 2012 وذلك خلال حرب المعلومات التي بدأت في المقام الأول من خلال بث ونشر معلومات محددة على وسائل الإعلام، وسائل التواصل الاجتماعي بالإضافة إلى استهداف البنية التحتية للمعلومات. في نيسان/أبريل من عام 2018 قال أنطونيو غوتيريس الأمين العام للأمم المتحدة خلال اجتماع في مجلس الأمن: «عادت الحرب الباردة بسبب "الرغبة في الانتقام" ... يجب العثور على آليات جديدة لتجنب تصعيد المواجهة بين روسيا والولايات المتحدة خاصة في سوريا.»

## التوترات الروسية-الغربية

فرضت العديد من البلدان (باللون الأخضر) وكثير منها أعضاء في حلف شمال الأطلسي و/أو أعضاء في الاتحاد الأوروبي عقوبات على روسيا (باللون الأزرق) بعد التدخل العسكري الروسي في أوكرانيا والتدخل في الحرب الأهلية السورية.

الولايات المتحدة (باللون البرتقالي) وروسيا (باللون الأخضر).

استخدمت بعض المصادر مصطلح «الحرب الباردة الثانية» خلال فترة من الفترات، لكن هذه المصادر لم تُرجح حصول هذه الحرب فعلا في المستقبل القريب،  لكن وفي المقابل فهناك من يستخدم هذا المصطلح لوصف التوترات الجارية والتنافس السياسي منذ 2014 بين الاتحاد الروسي من جهة أولى، الولايات المتحدة الأمريكية، الناتو، الاتحاد الأوروبي وبعض البلدان الأخرى من جهة ثانية. صدر للكاتب الصحافي إدوارد لوكاس عام 2008 كتابا بعنوان الحرب الباردة الجديدة مدعيا فيه أن الحرب الباردة الجديدة قد بدأت فعلا بين روسيا والغرب.
حلَّلَ ريل كلير بوليتيكس الكاتب والأكاديمي في يونيو 2013 التوترات بين روسيا والغرب وأكد على أنها استمرار لحالة الصراع بالوكالة بين السعودية وإيران. بالنسبة للبروفيسور فيليب هوارد فإن هناك حرب باردة جديدة ستندلع لكنها ستتميز هذه المرة بمعارك تخوضها وسائل الإعلام خاصة بعد حرب السيطرة على وسائل الإعلام وعلى المذيعين في روسيا خلال الحرب الإلكترونية بين الحكومات الاستبدادية وجماعات المجتمع المدني. على النقيض من ذلك حذر بعض الشخصيات البارزة مثل ميخائيل غورباتشوف خاصة في عام 2014 من مهبة اندلاع حرب باردة خاصة في ظل تصرفات روسيا التي تثير غضب الغرب بما في ذلك الأزمة الأوكرانية، ثم عاد وأكد على أن العالم على شفا حرب باردة جديدة أو حرب باردة جديدة حاصلة بالفعل،  وذهب آخرون إلى القول بأن هذا المصطلح لا يصف بدقة طبيعة العلاقات بين روسيا والغرب. جدير بالذكر أن بعض الأكاديميين مثل روبرت ليفجولد، ستيفان كوهين، روبرت كرين، وأليكس فاتانكا يرون فعليا أن هناك «حرب باردة ثانية» بين روسيا والغرب.
في حقيقة الأمر فالتوترات الجديدة بين روسيا والغرب هي متشابهة مع تلك التي حصلت أثناء الحرب الباردة لكن هناك أيضا بعض الاختلافات مثل زيادة روسيا الحديثة لعلاقاتها الاقتصادية مع العالم الخارجي وهذا من المحتمل أن يقيد تصرفات روسيا كما من الممكن أن يُوفر سبل جديدة لممارسة النفوذ في روسيا البيضاء وآسيا الوسطى اللتان لم ينخرطان في أي عمل عسكري ضد روسيا مقارنة بدول ومناطق أخرى مثل أوكرانيا والقوقاز. ولكل هذا يوصف مصطلح «الحرب الباردة الثانية» بأنه تسمية خاطئة.
اكتسب مصطلح «الحرب الباردة الثانية» أهمية كبيرة عندما تصاعدت التوترات بين روسيا والغرب على مدار اضطرابات 2014 الموالية لروسيا في أوكرانيا ثم تلاها التدخل العسكري في أوكرانيا وخصوصا بعدما قامت روسيا بإسقاط طائرة الخطوط الجوية الماليزية الرحلة 17 بحاول تموز/يوليو 2014. في آب/أغسطس 2014 فرض كلا الجانبين عقوبات اقتصادية ومالية ودبلوماسية على بعضهما البعض؛ لكن أوكرانيا حظيت بالمساعدة بعدما فرضت معظم الدول الغربية بقيادة الولايات المتحدة والاتحاد الأوروبي إجراءات تقييدية على روسيا.
بعض المراقبين والمحللين وزعماء الدول − بما في ذلك الرئيس السوري بشار الأسد − يرون أن الحرب الأهلية السورية هي حرب بالوكالة بين روسيا والولايات المتحدة الامريكية، بل قد تصل حد الحرب العالمية. في كانون الثاني/يناير 2016 تزايدت مخاوف كبار المسؤولين الحكوميين في المملكة المتحدة بسبب مخبة اندلاع «حرب باردة جديدة» في أوروبا: «إنها حقا حرب باردة جديدة في الاتحاد الأوروبي ونحن نشهد دلائل مزعجة بسبب الجهود الروسية في شلِّ نسيج الوحدة الأوروبية بالإضافة إلى محاولة التأثير على مجموعة كاملة من القضايا الاستراتيجية الحيوية.»
في مقابلة مع مجلة التايم في كانون الأول/ديسمبر 2014 أكد غورباتشوف أن الولايات المتحدة في عهد أوباما جرَّت روسيا إلى حرب باردة جديدة. في شباط/فبراير 2016 وخلال مؤتمر الأمن في ميونيخ صرّح الأمين العام لحلف الناتو ينس ستولتنبرغ أن الحلف وروسيا «ليسا في حالة حرب باردة ولكنهما أيضا ليسا في شراكة خاصة أن الحلف أُنشئ في نهاية الحرب الباردة،»  أمّا رئيس الوزراء الروسي دميتري ميدفيديف فقد تحدث عن سياسات حلف شمال الأطلسي ووصفها «بغير الودية وغير الشفافة» خاصة فيما يتعلق بروسيا حيث قال: «يمكن للمرء أن يذهب إلى حد القول بأننا قد انزلقنا إلى حرب باردة جديدة.» في تشرين الأول/أكتوبر 2016 ثم في مارس 2017 أكد شتولتنبرج مرارا وتكرارا في كل من بي بي سي نيوز وسي بي اس نيوز على التوالي  أن حلف شمال الأطلسي لا يسعى إلى «حرب باردة جديدة» أو «سباق تسلح جديد» مع روسيا.
في شباط/فبراير من عام 2016 كتب البروفسور في جامعة هارفارد زائر يوفال لصالح مجلة العلاقات الدولية حيث أكد على أن «العالم لن يدخل حربا باردة ثانية» مضيفا على أن التوترات الحالية والأيديولوجيات المختلفة للجانبين ليست مماثلة مع تلك عند نشوب الحرب الباردة وبالرغم من أن الأوضاع في أوروبا والشرق الأوسط تسببت في زعزعة الاستقرار في مناطق جغرافية أخرى إلا أن روسيا هي الآن أكثر تكاملا مع العالم الخارجي مقارنة بالاتحاد السوفياتي أكثر من أي وقت مضى. في أيلول/سبتمبر 2016 سُئل وزير الخارجية الروسي سيرغي لافروف عمّا إذا كان يعتقد أن العالم سيدخل في حرب باردة جديدة فرد: «لا يُمكن مقارنة التوترات الحالية بتلك خلال الحرب الباردة، كما أنه لا يوجد انقسام أيديولوجي بين الولايات المتحدة وروسيا ... لم يعد ينظر للصراعات من منظور ثنائي القطب بل من منظور ونظام دولي.»
في تشرين الأول/أكتوبر 2016 أكد جون ساورز الرئيس السابق لجهاز الاستخبارات البريطاني لبرنامج اليوم الذي يذاع على راديو بي بي سي 4 أنه يعتقد أن العالم ربما دخل عصراً «أكثر خطورة» من الحرب الباردة ثم أضاف: «لا يجب علينا أن نركز على العلاقة الاستراتيجية بين موسكو وواشنطن.» وبالمثل قال إيغور زيفيليف وهو زميل في مركز وودرو ولسون الدولي للعلماء: «لسنا في حرب باردة [لكننا] في عصر أكثر خطورة من تلك الحقبة.» كما صرح في وقت لاحق لشبكة سي إن إن قائلا: «لسنا في حربٍ باردة جديدة بل نحن في حرب أعمق من البرد، إننا في صراع مباشر.»
في كانون الثاني/يناير 2017 صرح المستشار السابق للحكومة الأمريكية مولي ماكيو لبوليتيكو مؤكدا على أن الولايات المتحدة سوف تكسب «الحرب الباردة الجديدة» في حالة ما اندلعت فعليا بين الطرفين. أما جيت هير فقد رفض كل هذه الادعاءات حيث قال لذا نيو ريببلك: «هذا مزعج فعلا ... التهور والمبالغة في تضخيم الموضوع يزيد من مدى الطموحات الروسية.» كما دعا إلى عدم التركيز على روسيا وحدها في ظل «تجاهل صعود قوى مثل الصين والهند». أما جيريمي شابيرو وهو زميل بارز في معهد بروكينغز فقد كتب تدوينة لصالح ريل كلير بوليتيكس يشير فيها إلى العلاقات الأميركية الروسية بالقول: «هناك انجراف نحو حرب باردة جديدة والنتيجة ستكون حتما مهمة.»
في آب/أغسطس من عام 2017 نفى نائب وزير الخارجية الروسي سيرجي ريابكوف أن الولايات المتحدة وروسيا قد دخلا في حرب باردة على الرغم من استمرار التوترات بين البلدين خاصة بعد العقوبات الأمريكية ضد روسيا.
في آذار/مارس 2018 صرح الرئيس الروسي فلاديمير بوتين للصحفي ميغين كيلي خلال مقابلة معه قائلا: «وجهة نظري هي أن الأفراد الذين قالوا إن حربا باردة جديدة قد بدأت هم ليسوا بمحللين بل لا يفعلون شيئا باستثناء الدعاية.»
قال مايكل كوفمان وهو من كبار العلماء في شركة سي إن آي وزميل في مركز وودرو ولسون الدولي للعلماء إن حربا باردة جديدة قد تُشنّ على روسيا بسبب بقائها كقوة في النظام الدولي، أما الأستاذ الباحث لايل غولدشتاين في كلية الحرب التابعة للبحرية الأمريكية فهو يرى أن الأوضاع في جورجيا وأوكرانيا تُشير إلى بداية قصة حرب باردة جديدة.
تدهورت في العلاقة بين الجانبين أكثر بعدما سددت الولايات المتحدة بمساعدة من فرنسا والمملكة المتحدة ضربة عسكرية للنظام السوري (المدعوم من روسيا) وذلك عقب هجوم دوما الكيميائي؛ كما زادت العلاقات تعقيدا عقب تسمم سيرجي سكريبال، كل هذا دفع بأنطونيو غوتيريس أمين عام الأمم المتحدة إلى القول خلال اجتماع في مجلس الأمن في أبريل 2018 أن «الحرب الباردة قد تعود بسبب عمليات الانتقام هذه» مشيرا إلى مخاطر أكبر. دعم ديمتري ترينين غوتيريس في بيان له لكنه أضاف أنه قد بدأ بالفعل منذ عام 2014 تكثيف الجهود من أجل تجاوز كل هذه الأزمات.

## التوترات الصينية-الأمريكية

الولايات المتحدة (باللون البرتقالي) والصين (باللون الأخضر).

استخدم السياسي الأمريكي جٍد بايين، الأستاذ في جامعة ييل ديفيد السيد جيلرنتر والمحرر في فيرست بوست جاجاناثان، بالإضافة إلى رئيس الوزراء الأسترالي السابق كيفين رود وبعض المصادر الأخرى المصطلح للإشارة إلى التوترات بين الولايات المتحدة والصين.
سبق لفاينانشال تايمز وأن تكهنت بنشوب حرب باردة جديدة بين البلدين وذلك بسبب زيادة النشاط العسكري للصين في بحر الصين الجنوبي. تكهنت وسائل الإعلام الصينية أيضا بنشوب حرب باردة جديدة وذلك بسبب الأحداث التي وقعت في تموز/يوليو 2016 مثل نشر الولايات المتحدة لمنظومة الدفاع الجوي ثاد (ثاد) في كوريا الجنوبية مما دفع بهذه الأخيرة في اللجوء إلى محكمة التحكيم الدائمة من أجل إصدار حكم ضد الصين في نزاع بحر الصين الجنوبي.
لكن وفي المقابل فقد رفض محللون آخرون بما في ذلك من عقدوا مقابلة مع صحيفة ستريتس تايمز تسمية مصطلح «حرب باردة جديدة» في إشارة إلى العلاقات بين الولايات المتحدة والصين كما أشار معظمهم إلى نطقة قد تكون من الأمية بمكان فيما يخص هذا المصطلح وهي انعدام الثقة بين الصين، روسيا ثم كوريا الشمالية. ومع ذلك فإن المحللين يرون أن التوترات بين الولايات المتحدة والصين ستخف عمّا قريب، حيث أكد جين تسان رونغ من جامعة رنمين: «لا تزال الصين ملتزمة ببناء نوع جديد من العلاقات التي ستربطها مع الولايات المتحدة كما ستحاول تجنب الصراع والتركيز على التعاون»، أما وانغ دونغ من جامعة بكين فقد رفض تسمية تلك التوترات «بالحرب الباردة الجديدة» ثم اتهم «وسائل الإعلام بمحاولة إثارة الفتنة» حيث قال: «الدولتان متربطتان بشدة على العديد من المستويات بما في ذلك تلك الاقتصادية والاجتماعية وغيرها ... سيكون للحرب الباردة جديدة تأثير كبير وباهض على القوى النووية مثل الصين و الولايات المتحدة.» في حين يرى تشن جيان من جامعة كورنيل أن «الحرب الباردة الجديدة لن تندلع إلا إذا ما ارتكب أحد الأطراف أخطاء خطيرة.»
إلى جانب نزاع بحر الصين الجنوبي فقد كتشي جيانغ تاو في جريدة جنوب الصين الصباحية مقالاً في كانون الثاني/يناير 2017 ذكر فيه أن النزاع بين أمريكا والصين نزاع معقَّد ولا يقتصر على العمل العسكري فقط بل يمتد إلى الصراعات التجارية التي قد تُؤدي هي الأخرى إلى نشوب حرب باردة جديدة.
يرى دونالد ترامب الرئيس الأمريكي الذي تولى منصبه رسميا في 20 كانون الثاني/يناير 2017 يرى أن الصين تُشكل تهديدا للدولة الأمريكية وهذا ما دفعه إلى محاولة إجراء محادثات من أجل التأثير على العلاقات بين البلدين. بالنسبة للأستاذة كليرمونت ماكينا فإنها ترى فوز ترامب في الانتخابات وصعوده إلى سلم الرئاسة" قد يزيد من احتمال نشوب حرب باردة مع الصين. في آذار/مارس من عام 2017 انتشرت تكهنات تُفيد بأن ترامب ينوي تطبيع العلاقات مع روسيا مما يعني استحالة نشوب حرب مع هذا البلد لكنه وفي المقابل يُركز على الصين ويعتبرها منافسة وعدوة للأمة الأمريكية.
في آذار/مارس 2017 وبعد التطورات التي لحقت نشر أمريكا لمنظومة ثاد في كوريا الجنوبية صرَّح البروفيسور كيم يونغ هيوك من جامعة دونغ قائلا: «من المبالغ القول أن حربا باردة قد تنشب بين الطرفين ولكن من الواضح أن الصين تحاول كسب حليفين استعداد لهذه الحرب وهما روسيا وكوريا الشمالية بل تُحاول استمالتهما على الأقل من أجل نصرتها فيما يتعلق بقضية ثاد الدفاعية. ليس هذا فقط فالولايات المتحدة هي الأخرى تُحاول كسب كوريا الجنوبية فضلا عن تطبيع علاقتها مع اليابان كجزء من تكتيكات كسب الحلفاء.»